# Beowulf: The Monsters and the Critics
Beowulf: The Monsters and the Critics was een college gegeven door de Britse schrijver en professor J.R.R. Tolkien in 1936 over literaire kritiek op het Oudengelse heroïsche, epische gedicht Beowulf. Het werd in datzelfde jaar gepubliceerd in Proceedings of the British Academy, en is meermalen herdrukt in verschillende bundels, als The Monsters of the Critics and Other Essays, een verzameling van Tolkiens academische artikelen die in 1983 werd gepubliceerd en bewerkt door diens zoon Christopher.
Het artikel wordt beschouwd als een beslissend werk in het moderne onderzoek van Beowulf. In zijn lezing keert Tolkien zich tegen critici die Beowulf vooral als bron voor de Angelsaksische geschiedenis beschouwen en het fantastische element in het gedicht (zoals Grendel en de draak) minder belangrijker vinden. 
Het artikel is nog steeds een veelgebruikte bron voor studenten en wetenschappers die het gedicht Beowulf bestuderen. Het werd geprezen door Seamus Heaney in het voorwoord bij zijn vertaling van het gedicht. Bruce Michell en Fred C. Robinson noemen het in hun eigen editie van Beowulf, Beowulf, An Edition (1998) 'de invloedrijkste literaire kritiek ooit' over Beowulf. Het artikel toont Tolkiens ideeën omtrent literatuur en vormt een bron voor een beter begrip van zijn eigen werk.

## Uitgaven
- Beowulf: The Monsters and the Critics. Proceedings of the British Academy, 22 (1936), 245-95 (lees hier de online-versie)
- Tolkien, J.R.R. The Monsters of the Critics (1983). Londen: George Allen & Unwin.
- Nicholson, Lewis E. (Ed.) (1963). An Anthology of Bewulf Criticism. Notre Dame: University of Notre Dame Press.